# Tyler Blackburn
Tyler Blackburn (rojen 12. oktobra 1986 v Burbanku, Kalifornija, ZDA) je ameriški igralec in pevec. V filmu Peach Plum Pear je imel igral vlogo Jesse-ja Pratt-a. Poznamo ga tudi po vlogi Caleb Rivers iz popularne nanizanke Pretty Little Liars na ABC Family. 

### Kariera
Tyler Blackburn je začel nastopati v letu 2002, ko se je pojavil v seriji Unfabulous on Nickelodeon. V naslednjem letu je imel vlogo učitelja v kratkem filmu The Doers of Coming Deeds.
Leta 2005 je igral v filmu Next of Kin. V letu 2007 se je Blackburn pojavil v spletni seriji Cold Case and Rock ville CA. Leta 2010 je imel vlogo v Days of Our Lives, Gigantic, igral pa je tudi v neodvisnem filmu Peach Plum Pear.
Oktobra 2010 je Blackburn začel igrati v vlogi Caleb Rivers v televizijski nanizanki Pretty Little Liars. Njegov lik se je v tej seriji pojavil v več nadaljevanjih. Marca 2011 se je pridružil igralski ekipi NBC-jeve komedije Brave New World, vendar so posneli samo začetni del serije.
Blackburn igra tudi kot Pete v šestdelni spletni nanizanki Wendy. Ta projekt so ustvarili Alloy Entertainment in Macy's. Premiera nanizanke je bila 15. septembra 2011. Ob tej priložnosti je Tyler Blackburn posnel skladbo, ki je izšla 15. avgusta 2011.